# 絳老
絳老（こうろう、生没年不詳）は、中国春秋時代の人物。姓は杞、名は不明。晋の絳の人。

## 生涯
はじめは絳の供職である輿尉となり、その後、晋の大夫趙武に仕えて、晋の宮殿で衣装官としての衣装事務と絳の令を兼ねた。
絳老自身は甲子の日を445回数えたときは73歳であったといい、道教の教えによって神仙を全うしたからだという。道教の信徒は太陰暦の元旦を絳老の誕生日としている。現在の台湾の一部の道教廟でも、元旦には絳老の誕生を祝う「絳老生誕」の行事があるといわれている。